# Герб Трушевичів
Герб Трушевичів — офіційний символ села Трушевичі, Самбірського району Львівської області, затверджений 10 вересня 1999 року рішенням сесії Трушевицької сільської ради.
Автор — А. Гречило.

## Опис
У золотому полі синє правобічне вістря, на якому летить золотий сокіл.

## Зміст
Сокіл уособлює волелюбність, золото символізує щедрість і добробут, а синій колір — благородство і добро.